# Arrival Heights
Arrival Heights är en kulle i Antarktis. Den ligger i Östantarktis. Nya Zeeland gör anspråk på området. Toppen på Arrival Heights är 6 meter över havet.
Terrängen runt Arrival Heights är kuperad åt sydost, men västerut är den platt. Havet är nära Arrival Heights västerut. Trakten är glest befolkad. Närmaste befolkade plats är McMurdo Station, 3,3 kilometer söder om Arrival Heights. 